# Program Dora
Program Dora je slovenski državni program za zgodnje odkrivanje raka dojk. Program organizira Onkološki inštitut Ljubljana v sodelovanju z Ministrstvom za zdravje in Zavodom za zdravstveno zavarovanje. V program presejanje so zajete vse prebivalke Slovenije v starosti med 50 in 69 let in ki so brez predhodne diagnoze raka dojke. Vsaki dve leti so ženske iz omenjene skupine aktivno vabljene na pregled dojk z mamografijo. Pregled z mamografijo omogoča odkrivanje rakavih sprememb v dojkah, še preden postanejo tipne. Zgodnje odkrivanje raka dojke je pomembno, ker je zdravljenje malih, običajno klinično še netipnih tumorjev dojk lahko manj invazivno in uspešnejše. Gre za ukrep tako imenovane sekundarne preventive raka dojke.
Letno je v program zajetih okoli 140.000 žensk. Odziv povabljenih žensk je visok, v letu 2019 se je v program vključilo na primer 78,2 % vabljenih žensk; opravljenih je 107.887 presejalnih mamografij.

## Zgodovina
V Sloveniji so se priprave na uvedbo nacionalnega presejanja za raka dojk v skladu z evropskimi priporočili pričele leta 2003. Začetek presejalnega programa Dora sega v leto 2008, ozemeljska pokritost pa se je razvijala postopoma. Ob uvedbi programa leta 2008 je presejanje potekalo le v Osrednjeslovenski regiji, in sicer na Onkološkem inštitutu Ljubljana in v dveh mobilnih enotah, ter se v nadaljnjih letih širilo po Sloveniji. Od leta 2017 je program dostopen v vseh slovenskih regijah.